# 強行帰国〜忘れ去られた花嫁たち〜
日中国交正常化40周年特別番組『強行帰国〜忘れ去られた花嫁たち〜』（きょうこうきこく わすれさられたはなよめたち）は、TBS系列で、2012年10月1日に放送された、単発スペシャルのテレビドラマ。
平成24年文化庁芸術祭参加作品であり、日中国交正常化40周年記念特別番組と銘打っている。

## 概要
1993年、12人の中国残留日本人の女性が成田国際空港に篭城し、自分たちの永住帰国を総理大臣に直接訴えるという事件が起こった。
その事件の主役となる中国残留日本人の女性と、彼女たちの闘いの成功のために尽力した浪曲師・国友忠の人生を描いた物語。ドキュメンタリーも交える。
前田敦子はAKB48卒業後初のドラマ出演となる。

## ドラマパートキャスト
- 国友忠：渡哲也
- 沢村弘子：前田敦子(幼少期：渡邉空美)
- 沢村豊子：藤吉久美子
- 若き日の国友：阿部力
- 角替和枝
- 竹越リエ：倍賞美津子
- 松岡恵望子
- 中丸新将
- 木場勝己
- 森康子
- 藤夏子
- 工藤俊作
- 田中広子
- 池田努
- 飯沼千恵子

ほか
- ドキュメンタリーパート・ナレーション：段文凝、竹下佐智子
- ドラマパート・ナレーション：前田敦子

## スタッフ
ドラマパート
- 脚本：土城温美
- 演出：三城真一
- プロデューサー：橘康仁
- ロケ協力：成田国際空港、東京シティ・エアターミナル、大和市、さがみの国・大和フィルムコミッション、栃木フィルムコミッション、宇都宮フィルムコミッション　ほか
- 浪曲指導：玉川奈々福
- 三味線指導：沢村豊子
- 操演：鳴海聡
- ガンエフェクト：会田文彦
- スタントコーディネイター：辻井啓伺
- スタジオ：緑山スタジオ・シティ、日活撮影所
- 製作協力：ドリマックス・テレビジョン

ドキュメンタリーパート
- ナレーション：窪田等
- 演出：金富隆
- 構成：浜田悠
- ディレクター：米沢直美、井手康行、片山亮、永田大

総括
- 制作プロデューサー：藤原康延
- 総合演出：堤慶太
- 製作・著作：TBS